# Như chưa hề có cuộc chia ly
Như chưa hề có cuộc chia ly (tên khác: Hãy lên tiếng) là một hoạt động thiện nguyện, tìm kiếm, kết nối và đoàn tụ thân nhân do Công ty Trách nhiệm hữu hạn Xã hội Nối Thân Thương chủ trì (trước đây do Công ty truyền thông Sài Gòn buổi sáng kiêm cán) lên sóng lần đầu tiên vào ngày 1 tháng 12 năm 2007 trên kênh VTV1  và được truyền hình trực tiếp mỗi tháng 1 số. Chương trình này được hình thành từ ý tưởng của nhà báo Thu Uyên, người sáng lập, đồng thời cũng viết kịch bản và dẫn chính cho chương trình. Chương trình truyền hình ban đầu được xây dựng dưới tư cách là một phần trong dự án xã hội liên truyền thông cùng tên, với mục đích tìm kiếm những người thất lạc vì nhiều lý do khác nhau và tạo điều kiện cho họ được gặp lại người thân của mình thông qua sự hỗ trợ của cộng đồng.

## Nội dung
Những người muốn tìm kiếm người thân bị thất lạc có thể đăng ký bằng cách gọi điện thoại về tổng đài (028) 6264 7777, đăng ký trên trang web hoặc gửi thư về chương trình. Chương trình sẽ xác minh thông tin, lập một đội tìm kiếm lần theo dấu vết những gì mà người tìm kiếm cung cấp để tìm ra người thất lạc. Cùng thời điểm, thông tin của người thất lạc sẽ được đưa lên các kênh mạng xã hội (YouTube, Facebook) để tìm kiếm thêm sự phát hiện của quần chúng về cho chương trình. Khi đã tìm được người thất lạc, họ sẽ được mời đến hội ngộ với người thân tại trường quay. Theo nhà báo Thu Uyên, cuộc gặp này sẽ diễn ra bất ngờ và không hề thông báo trước cho nhân vật.
Toàn bộ hoạt động đăng ký và nhờ tìm người thân diễn ra trên nguyên tắc thiện nguyên, hoàn toàn miễn phí. Cả bên tìm lẫn bên được tìm ra cũng tuyệt đối không phải trả bất cứ một khoản phí nào cho chương trình.

## Phát sóng
Năm 2007, từ ý tưởng của nhà báo Thu Uyên, chương trình Như chưa hề có cuộc chia ly bắt đầu phát sóng trên kênh VTV1. Số đầu tiên của chương trình được lên sóng vào ngày 1 tháng 12 năm 2007, các số tiếp theo được phát sóng cố định vào 20:00 ngày thứ bảy đầu tiên của tháng.
Mỗi số của chương trình có thời lượng 60 phút, kéo dài đến 21:00. Tuy nhiên, đối với những chương trình đặc biệt (mà cụ thể là những chương trình Gala), thời lượng có thể dài hơn, có thể lên tới 120 phút (kéo dài đến 22:00).
Sau số kỉ niệm 10 năm lên sóng vào giữa năm 2018, Như chưa hề có cuộc chia ly tạm ngưng phát sóng trong 6 tháng vì không kêu gọi được tài trợ, trước khi nối lại hoạt động của mình vào đầu năm 2019. Vì kinh phí khá khiêm tốn, nên chương trình được ấn định phát sóng trên VTV9 lúc 16:00 ngày chủ nhật đầu tiên của tháng.
Đầu tháng 6 năm 2020, hoạt động thiện nguyện Như chưa hề có cuộc chia ly thông báo dừng hoạt động do hết nguồn kinh phí thực hiện. Số 134 với chủ đề "Trái tim ta luôn sống vì nhau" phát sóng ngày 7 tháng 6 năm 2020 đã được thông báo là số cuối cùng được phát sóng truyền hình: "Nếu điều kiện cho phép, nếu được sự ủng hộ của khán giả, của xã hội, chúng tôi sẽ dành sức cho việc tìm kiếm kết nối đoàn tụ người thân và sẽ kể những câu chuyện nhân nghĩa bằng những cách vừa khả năng hơn. [..] NCHCCCL chỉ có thể tiếp tục nếu rất nhiều người cùng chung tay góp sức". Nhiều khán giả truyền hình và một loạt nghệ sĩ như Hà Anh Tuấn, Phan Anh đã ra sức đóng góp để ủng hộ và duy trì hoạt động ý nghĩa này.
Với sự góp sức của cộng đồng, số thứ 135 của Như chưa hề có cuộc chia ly với tên gọi "Khát vọng bình yên" đã được lên sóng vào ngày 2 tháng 11 năm 2020. Tuy nhiên, kể từ đây, chương trình chỉ được phát trực tiếp qua ứng dụng và các nền tảng xã hội của Như chưa hề có cuộc chia ly vào 20:00 thứ 2 mỗi đầu tháng. Ngoài ra, chương trình cũng được tiếp sóng trên ứng dụng VTV Go và kênh truyền hình VTC3.
Tháng 8/2021, chương trình phát sóng phiên bản mới: kể 1 câu chuyện mỗi tháng thay vì kể 2-3 câu chuyện ly tán, mục đích kể chi tiết hơn về hoàn cảnh của người đăng ký và người được tìm thấy.
Ngày 11/1/2023, dưới sự tài trợ cá nhân của bà Trần Bích Hà, Như chưa hề có cuộc chia ly tổ chức thành công Gala NCHCCCL 2023 mang tên gọi "Quanh ta có phép màu" sau 7 năm tạm dừng phát sóng Gala.
Đầu tháng 2 năm 2023, trong Liveshow "Chân trời rực rỡ" của ca sỹ Hà Anh Tuấn tổ chức tại Ninh Bình, Hà Anh Tuấn cùng Đen Vâu, đã dành 500 triệu VND để ủng hộ cho chương trình, đúng lúc mà chương trình đang rất cần kinh phí để tiếp tục hoạt động.
Tháng 10 năm 2023, chương trình được phát trên Kênh Truyền hình Quốc hội Việt Nam vào 17:15 ngày thứ bảy đầu tiên của tháng.
Đầu tháng 4/2025, chương trình chính thức quay trở lại phát trên kênh VTV1 vào 20:00 ngày thứ bảy đầu tiên của tháng sau hơn 6 năm ngừng phát sóng.

## Dẫn chương trình
Nhà báo Thu Uyên là người sáng lập, chủ trì và là người dẫn chính cho chương trình từ khi chương trình bắt đầu phát sóng. Ngoài ra, chương trình còn có một số người phụ dẫn khác.

## Tranh cãi

### Nhầm người thân
Một số bài viết trên mạng năm 2013 nói về hai cuộc đoàn tụ trong chương trình Như chưa hề có cuộc chia ly số 3 (tháng 2 năm 2008) và số 11 (tháng 10 năm 2008) có sai sót, cho rằng chương trình ngụy tạo quan hệ mẹ - con, hoặc biết là không đúng người vẫn cho đoàn tụ nhằm cố tình lừa dối khán giả. Hai trường hợp được phát hiện sai sót là:
- Trường hợp anh Nguyễn Hữu Thành (quê ở Tân Quy Đông, Sa Đéc, Đồng Tháp) bị cho vào cô nhi viện từ sơ sinh, tìm mẹ có thể tên Lê Thị Út. Chương trình đã tìm được mẹ cho anh, nhưng ba năm sau, khi thử ADN thì cả hai không cùng huyết thống. Với thông tin mong manh từ cô nhi viện, đó là tờ ủy thác, ghi tên người mẹ là Lê Thị Út, sinh năm 1949, ngụ tại An Hữu, quận Giáo Đức, tỉnh Định Tường, Lê Văn Được là người làm chứng. Theo "giải trình" của ông Đỗ Minh Hoàng - Tổng Giám đốc Công ty Truyền thông Sài Gòn buổi sáng (TTSGBS) - đội trưởng đội tìm kiếm - đối tác sản xuất của chương trình:

| “                   | Có 4 đội tìm kiếm suốt 4 tháng trời vẫn không tìm ra. | ” |
| — Ông Đỗ Minh Hoàng |                                                       |   |

Cuối cùng, đội viên tìm kiếm Lý Trung Dũng nhận được thông tin từ công an xã Thiện Trung (Cái Bè, Tiền Giang), cho biết trong ấp có một gia đình phải cho con đi (người mẹ lúc đó là "du kích", vì bí mật công tác, không thể công khai được nên nhờ chị gái gửi con vào cô nhi viện) và mượn tên người hàng xóm là Lê Thị Út. Theo Cty Truyền thông Sài Gòn Buổi sáng nhận định thì thông tin khai trên tờ ủy thác là giả vì gia đình bà Lê Thị Út (người cho bà Nguyễn Thị Nguyệt mượn tên) khẳng định thời điểm, địa điểm cho con đi trùng khớp với hồ sơ tìm kiếm. Vì nguồn thông tin duy nhất mà anh Thành có được là tờ uỷ thác, chương trình đã tổ chức đoàn tụ cho anh Thành và bà Nguyễn Thị Nguyệt - người mẹ du kích - trong sự xúc động của ê kíp thực hiện, người trong cuộc và khán giả truyền hình. Chương trình cho rằng đây là "sự trùng hợp hiếm có". Mặc dù đã nhận được mẹ, nhưng anh Thành vẫn có cảm giác xa lạ suốt gần ba năm, anh bí mật lấy tóc, móng tay của bà Nguyệt nhờ giám định . Kết quả giám định, anh Thành và bà Nguyệt không phải là mẹ con. Ông Đỗ Minh Hoàng cho hay, đầu năm 2010, Trung tâm ADN mới nhận hỗ trợ chương trình giám định, từ đó mới có việc giám định gene để xác định chính xác quan hệ huyết thống của những người tìm kiếm thân nhân.
- Trường hợp đại tá Đinh Hữu Tấn tìm con nuôi Võ Văn Phước mà ông nhận nuôi trong vòng 2-3 tháng trên đường truy kích vào tháng 4 năm 1975. Ông Minh Nguyễn (trú tại quận Gò Vấp, Thành phố Hồ Chí Minh) - người thân của đại tá Đinh Hữu Tấn (hiện ở Cẩm Thủy, Thanh Hóa) kể lại rằng: Đã gần 40 năm có lẻ, anh Tấn vẫn bứt rứt nhớ thương đứa con nuôi chừng 7 tuổi - tên Võ Văn Phước - là con của một người lính bên đối phương. Phước lạc mẹ trong dòng người di tản ở đường 7 (Phú Bổn, Gia Lai). Đại tá Tấn đem theo Phước cùng đơn vị, khi về đến Củ Chi (Thành phố Hồ Chí Minh), vì yêu cầu công tác, anh đã giao Phước cho du kích Củ Chi. Anh xem chương trình, thấy rất xúc động nên đã nhờ chương trình, tìm cậu con nuôi Võ Văn Phước. Phan Hiếu là người được Truyền thông Sài Gòn Buổi sáng giao đi tìm Võ Văn Phước. Hiếu báo cho biết đã tìm thấy, bây giờ Phước mang tên Phạm Văn Long ngụ tại ấp Phú Bưng (Phú Chanh, Tân Uyên, Bình Dương), nhưng trong Cty có người khẳng định Long không phải là Phước. Công ty Thông tin Sài Gòn Buổi sáng đã xác minh và đuổi việc Phan Hiếu, nhưng việc tổ chức cho Phạm Văn Long gặp đại tá Đinh Hữu Tấn vẫn diễn ra. Một nhân viên trong Công ty Thông tin Sài Gòn Buổi sáng thấy tình cảm của vị đại tá già dành cho con nuôi nên day dứt, không can tâm đã bỏ tiền túi đi tìm Phước. Mẹ đẻ của Phước là bà Võ Thị Dơi đang ở Xuyên Mộc (Bà Rịa - Vũng Tàu) xem chương trình này đã đến tìm Long, lúc này Long thú nhận không phải là Phước, dẫn bà Dơi đi gặp Phước. Hay chuyện "thật, giả", đại tá Đinh Hữu Tấn cười lớn:

| “                     | Lúc thì không có đứa con nào, bây giờ thì có tới hai đứa. Thôi thì mình nhận cả hai, càng đông con càng vui. | ” |
| — Đại tá Đinh Hữu Tấn | |   |

Vị đại tá cũng nói rằng:
| “                     | Dù sao tôi thấy những người làm chương trình rất tận tình. Họ cho tôi tiền đi lại, vào Sài Gòn được tiếp đón chu đáo, còn mong gì hơn thế. Trước đây mình đi kiếm, phải chi phí tốn kém mà không tìm ra. Còn Phạm Văn Long không phải là Võ Văn Phước là điều rất đáng tiếc... | ” |
| — Đại tá Đinh Hữu Tấn | |   |
Cũng như anh Nguyễn Hữu Thành, dù biết mẹ Nguyệt không phải là mẹ đẻ, nhưng anh vẫn coi là mẹ.

## Giải thưởng và đề cử
| Năm  | Giải thưởng                     | Hạng mục                           | Đề cử cho                   | Kết quả         | TK     |
| ---- | ------------------------------- | ---------------------------------- | --------------------------- | --------------- | ------ |
| 2008 | Liên hoan truyền hình toàn quốc | Chương trình giao lưu, đối thoại   | Như chưa hề có cuộc chia ly | Huy chương Vàng | [ 18 ] |
| 2008 | Giải Mai Vàng                   | Chương trình truyền hình           | Như chưa hề có cuộc chia ly | Đề cử           | [ 19 ] |
| 2008 | Giải Mai Vàng                   | Người dẫn chương trình truyền hình | Thu Uyên                    | Đề cử           | [ 19 ] |
| 2009 | Giải Mai Vàng                   | Chương trình truyền hình           | Như chưa hề có cuộc chia ly | Đề cử           | [ 20 ] |
| 2014 | Ấn tượng VTV                    | Sân khấu ấn tượng                  | Như chưa hề có cuộc chia ly | Đoạt giải       | [ 21 ] |
| 2024 | Human Act Prize                 | Dự án truyền cảm hứng              | Như chưa hề có cuộc chia ly | Đoạt giải       | [ 22 ] |
| 2024 | WeChoice Awards                 | Dự án vì Việt Nam tôi              | Như chưa hề có cuộc chia ly | Đoạt giải       | [ 23 ] |

### Vinh danh
- Top 5 chương trình truyền hình vì cộng đồng được yêu thích 2017 do Trung tâm Top Việt Nam (thuộc Tổ chức Kỷ lục Việt Nam – VietKings) bình chọn.[24]

## Nhà tài trợ
- Viettel (2007-2012)
- SeABank (2011-2013)
- Vietjet Air (2018-2020)
- Thép Pomina (2013-2018)
- Vietnam Post (2018-2020)
- Prudential (2017)
- Tổng Công ty Sông Gianh (2018)